# Bojan Đurković
Bojan Đurković (Bjelovar, 17. listopada 1989.), hrvatski športski strijelac. Državni rekorder u pojedinačno 300m trostav, ekipni 50 m trostav, pojedinačni i ekipni u ležeći 50 m te bivši rekorder u pojedinačno 50 m trostav.
Natjecao se na Olimpijskim igrama 2012. U disciplini MK puška 50 metara (60 hitaca, ležeći) osvojio je 7. mjesto, u zračnoj pušci na 10 metara bio je 36., a u disciplini MK puška 50 metara (3 x 40 hitaca) osvojio je 35. mjesto.
Na Mediteranskim igrama 2013. osvojio je brončanu medalju u disciplini MK puška 50 metara (60 hitaca, ležeći).
Bio je član kluba Končara Zagreba 1786.Trenutno je član kluba SD Bjelovar 1874 iz kojeg je i potekao.